# Mary Whipple
Mary Whipple (nacida el 10 de mayo de 1980 en Sacramento, California) es una remera estadounidense. Whypple compitió en los Juegos Olímpicos de Pekín 2008 en la que resultó ser ganadora de una medalla de oro en los ochos femeninos y una medalla de plata en Atenas 2004

## Resultados
En 2004, participó en el ocho y ganó una medalla de plata en Atenas. Después de su importante logro, continuó como la cabeza principal de su equipo. En los Juegos Olímpicos de Pekín 2008, volvió a ganar la medalla de oro en el ocho.